# Щербаков, Александр Сергеевич
Алекса́ндр Серге́евич Щербако́в (27 сентября (10 октября) 1901, гор. Руза, Рузский уезд, Московская губерния, Российская империя — 10 мая 1945, Москва, СССР) — советский государственный и партийный деятель, кандидат в члены Политбюро ЦК (с 21 февраля 1941). Первый секретарь Московского горкома и обкома ВКП(б) с 1938. 
Член РКП(б) с 1918 года, член ЦК ВКП(б) (с 1939). Генерал-полковник (17.09.1943).
Депутат Верховного Совета СССР (1937—1945).

## Биография
Родился в семье рабочего.
В 1907 году, после смерти отца, вместе с семьёй переехал в Рыбинск. Закончил там высшее начальное училище, в 1912 году в 12 лет начал работать учеником в типографии, а потом служащим на железной дороге.
В 1917 году вступил в Красную гвардию. В 1918-м стал членом РКП(б) и занялся организацией местной молодёжной организации союза рабочей молодёжи.
В 1921—1924 годах учился в Коммунистическом университете им. Я. М. Свердлова.
В 1924—1930 гг. на партийной работе[прояснить] в Нижегородской губернии
С ноября 1930 по апрель 1932 года учился в историко-партийном Институте красной профессуры.
В 1932—1934 годах — заместитель заведующего Организационно-инструкторским отделом ЦК ВКП(б). С апреля 1934 года по май 1935 года — заместитель заведующего отделом культуры и пропаганды ленинизма ЦК ВКП(б).
В 1930-е годы — один из основателей Союза советских писателей. Выдвинут на партийную работу А. А. Ждановым.
С 1934 года — оргсекретарь Союза писателей СССР при председателе Союза Максиме Горьком, куратор Союза по линии ЦК, с 1935 года — по совместительству заведующий Отделом культпросветработы ЦК.
В 1936—1937 годах — 2-й секретарь Ленинградского (первым был А. А. Жданов), в 1937—1938 годах — 1-й секретарь Восточно-Сибирского (Иркутского) обкомов партии.
В 1938 году — Первый секретарь Сталинского обкома партии. С ноября 1938 года возглавлял Московскую областную и городскую партийную организацию.
С 1939 года — член ЦК ВКП(б) и с 22 марта 1939 года — Оргбюро ЦК. С февраля 1941 года — кандидат в члены Политбюро ЦК ВКП(б). С мая 1941 года — секретарь ЦК ВКП(б). Начальник Совинформбюро с 24 июня 1941 года, в июле 1942 года также назначен начальником Главного политуправления Красной армии. Кроме всех этих должностей, с октября 1942 по май 1943 года являлся заместителем народного комиссара обороны СССР.
В 1943—1945 годах также был заведующим отделом международной информации ЦК ВКП(б). Генерал-лейтенант (06.12.1942), затем — генерал-полковник.
Умер 10 мая 1945 года, в 18 часов 15 минут, на 44 году жизни, от обширного инфаркта. Урна с прахом помещена в Кремлёвской стене.

## Отзывы
Историки рассматривают ряд распоряжений Щербакова, касающихся евреев как антисемитские. В частности, так расценивается его указания о замалчивании заслуг евреев-фронтовиков, ограничение награждений евреев по сравнению с представителями других национальностей и претензии Илье Эренбургу за описание в прессе героизма евреев.

## Семья
- Жена Вера Константиновна Щербакова, урождённая Пестроухова (6 мая 1902 — 9 июня 1948) — инженер-связист[9]. У неё с Щербаковым было три сына[10]:
  - Александр (1925—2013) — лётчик-испытатель, Герой Советского Союза;
    - внучка Щербакова Елена Александровна (род. 1952), народная артистка России, лауреат премии Правительства РФ, художественный руководитель-директор Государственного академического ансамбля народного танца имени Игоря Моисеева.

  - Константин (род. 1938) — российский киновед и писатель, кинокритик, заслуженный деятель искусств Российской Федерации;
  - Иван (род. 1944) — учёный-физик, академик РАН, директор Института общей физики имени А. М. Прохорова.

## Память
- В мае 1945 года в соответствии с решением об увековечении памяти Ростокинский район г. Москвы переименован в Щербаковский район, просуществовавший до 30 апреля 1958 года.
- В честь Щербакова в 1946—1957 годах назывался город Рыбинск, где он недолгое время работал.
- Станция московского метро «Алексеевская» в 1966—1990 годах называлась «Щербаковская».
- В Москве планировалось открыть также памятник Щербакову у Сретенских ворот, однако при Хрущёве эти планы были отменены, а впоследствии, в 1975 году, на этом месте был поставлен памятник Н. К. Крупской.
- В честь Щербакова были названы Центральный парк культуры и отдыха в Донецке, Дворец пионеров[11] в Иркутске, улицы в Киевe, в Минске[12], в Зеленограде, в Перми, Екатеринбурге, Санкт-Петербурге и Липецке, в городе Шымкенте (Южно-Казахстанская область), в городе Шумерле, в городе Мытищи Московской области, в родном городе Рузе.
- В 1950 году была выпущена марка СССР «5 лет со дня смерти выдающегося деятеля большевистской партии и советского государства Щербаков Александр Сергеевич».
- В честь Щербакова в Рыбинске установлена мемориальная доска.

## Награды
- Три ордена Ленина[1] (05.02.1944, 02.06.1944, ?)
- Орден Суворова 1-й степени (22.02.1944)
- Орден Кутузова 1-й степени (29.07.1944)
- Орден Отечественной войны 1-й степени
- медали[1]